# 福江駅

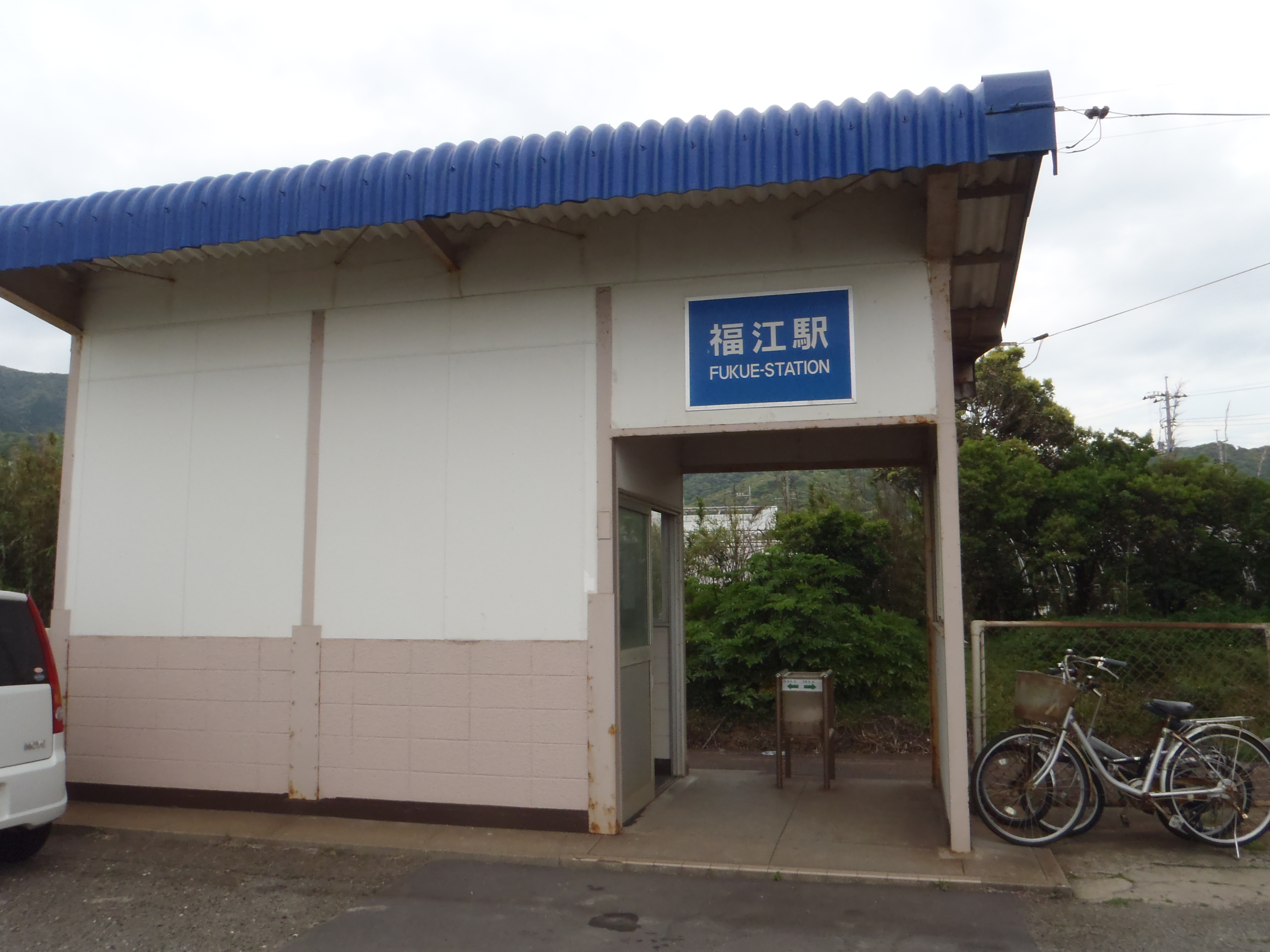
旧駅舎(2011年5月)

福江駅（ふくええき）は、山口県下関市大字福江字浜野原にある、西日本旅客鉄道（JR西日本）山陰本線の駅である。

## 歴史
- 1914年（大正3年）4月22日：長州鉄道の駅として開設[1]。旅客営業のみ。
- 1925年（大正14年）
  - 6月1日：長州鉄道線幡生以北国有化、鉄道省小串線（現・山陰本線）の駅となる。ただし当駅と綾羅木駅・梅ケ峠駅は線内各駅間および下関駅との旅客のみ取扱[2]。
  - 8月5日：同日より下関駅以外の小串線外各駅相互間との旅客を取扱[3][注釈 1]。
- 1933年（昭和8年）2月24日：小串線が山陰本線に編入、同線所属となる[5]。
- 1948年（昭和23年）5月10日：小手荷物扱い開始[6]。
- 1971年（昭和46年）12月20日：業務委託駅から簡易委託駅化[7][8][9]。小手荷物扱い廃止[10]。
- 1978年（昭和53年）3月：簡易駅舎に改築[11]。
- 1987年（昭和62年）4月1日：国鉄分割民営化に伴い、JR西日本の駅となる[12]。
- 2021年（令和3年）3月：簡易駅舎解体、新たに待合所が設置される[注釈 2]。

## 駅構造
下関側に向かって右側（海側）に単式ホーム1面1線を有する地上駅（停留所）。棒線駅のため、下関方面行・小串方面行双方が同一ホームを共有する。
下関駅管理の無人駅。以前は駅前の個人商店が乗車券（常備券のみ）発券を受託する簡易委託駅であったが、受託者が体調を崩して入院したのを機に切符発売を終了した。ホーム入口に待合所がある。自動券売機は無く、出入口に集札箱が設置されている。

## 利用状況
近年の1日平均乗車人員の推移は以下の通り。2023年の1日当たりの利用者数は74人、年間利用客数は1万3628人である。
| 乗車人員推移 | 乗車人員推移 |
| 年度         | 1日平均人数  |
| ------------ | ------------ |
| 1999         | 108          |
| 2000         | 108          |
| 2001         | 90           |
| 2002         | 78           |
| 2003         | 72           |
| 2004         | 66           |
| 2005         | 67           |
| 2006         | 67           |
| 2007         | 62           |
| 2008         | 58           |
| 2009         | 62           |
| 2010         | 61           |
| 2011         | 58           |
| 2012         | 56           |
| 2013         | 63           |
| 2014         | 56           |
| 2015         | 46           |
| 2016         | 45           |
| 2017         | 47           |
| 2018         | 45           |
| 2019         | 47           |
| 2020         | 44           |
| 2021         | 46           |
| 2022         | 46           |
| 2023         | 37           |

## 駅周辺
海が近い。駅から響灘、鋤先山が見える。
- 国道191号（駅は国道から20メートル程入った所にある）
- 海上自衛隊下関基地隊福江送信所
- PAPUA CLUB（カフェ）[14]

なお、吉見駅 - 当駅間には、トンネルが2ヶ所あるが、このうち当駅側のトンネルは付替えられている。なお、列車からは旧トンネル吉見駅側入口を見ることが可能。

## 隣の駅
西日本旅客鉄道（JR西日本）
■山陰本線
吉見駅 - 福江駅 - 安岡駅